# Edivaldo Martins da Fonseca
Edivaldo Martins da Fonseca (* 13. April 1962 in Volta Redonda, Rio de Janeiro; † 13. Januar 1993 in Boituva, São Paulo), meistens nur verkürzt als Edivaldo bezeichnet, war ein brasilianischer Fußballspieler auf der Position eines Stürmers.

## Leben
Edivaldo begann seine Profikarriere 1982 beim Clube Atlético Mineiro, mit dem er zweimal die Staatsmeisterschaft von Minas Gerais gewann. Anschließend spielte er für den  São Paulo FC, mit dem er ebenfalls zweimal die Staatsmeisterschaft von São Paulo gewann.
1986 bestritt Edivaldo zwei Länderspiele für die Seleção und gehörte auch zum brasilianischen Aufgebot bei der 1986 in Mexiko ausgetragenen Fußball-Weltmeisterschaft, kam dort allerdings nicht zum Einsatz. Zu einem dritten und letzten Länderspieleinsatz kam er 1989.
Ende 1989 wechselte er in die mexikanische Liga und gewann mit dem Puebla FC in der Saison 1989/90 sowohl den Meistertitel als auch den Pokalwettbewerb.
Ende 1990 kehrte Edivaldo nach Brasilien zurück, wo er zunächst für die Palmeiras São Paulo spielte und anschließend zu Atlético Mineiro zurückkehrte. Anfang 1993 wollte er noch einmal für den CA Taquaritinga spielen, für den er im Spieljahr 1983 schon einmal auf Leihbasis tätig war. Dies verhinderte sein früher Tod infolge eines Verkehrsunfalls auf der Autostraße Castelo Branco auf dem Gebiet der Gemeinde Boituva im Bundesstaat São Paulo.

## Erfolge
- Mexikanischer Meister: 1990
- Mexikanischer Pokalsieger: 1990
- Staatsmeister von Minas Gerais: 1985, 1986
- Staatsmeister von São Paulo: 1987, 1989